# 39892 Evaseidlova
39892 Evaseidlova este o planetă minoră (asteroid), cu un diametru de 3,377 km, din centura de asteroizi. A fost descoperită pe 23 martie 1998 la Astronomické observatórium Modra⁠(d) de Adrián Galád⁠(d) și a fost numită după Eva Seidlová⁠(d). 
Obiectul prezintă o orbită caracterizată de o semiaxă mare de 2,4425428 UAi, o excentricitate de 0,21, o înclinație de 11,31717 ° în raport cu ecliptica.